# Дрезна
Дрезна (рус. Дрезна) град је у Русији у Московској области. Према попису становништва из 2010. у граду је живело 11815 становника.

## Становништво
| 1939.  | 1959.  | 1970.  | 1979.  | 1989.  | 2002.  | 2010.  |
| ------ | ------ | ------ | ------ | ------ | ------ | ------ |
| 11.300 | 11.530 | 12.539 | 12.298 | 13.047 | 11.665 | 11.815 |